# Uailili
Uailili (Wailili) ist ein osttimoresischer Ort und Suco im Verwaltungsamt Baucau (Gemeinde Baucau).

## Geographie

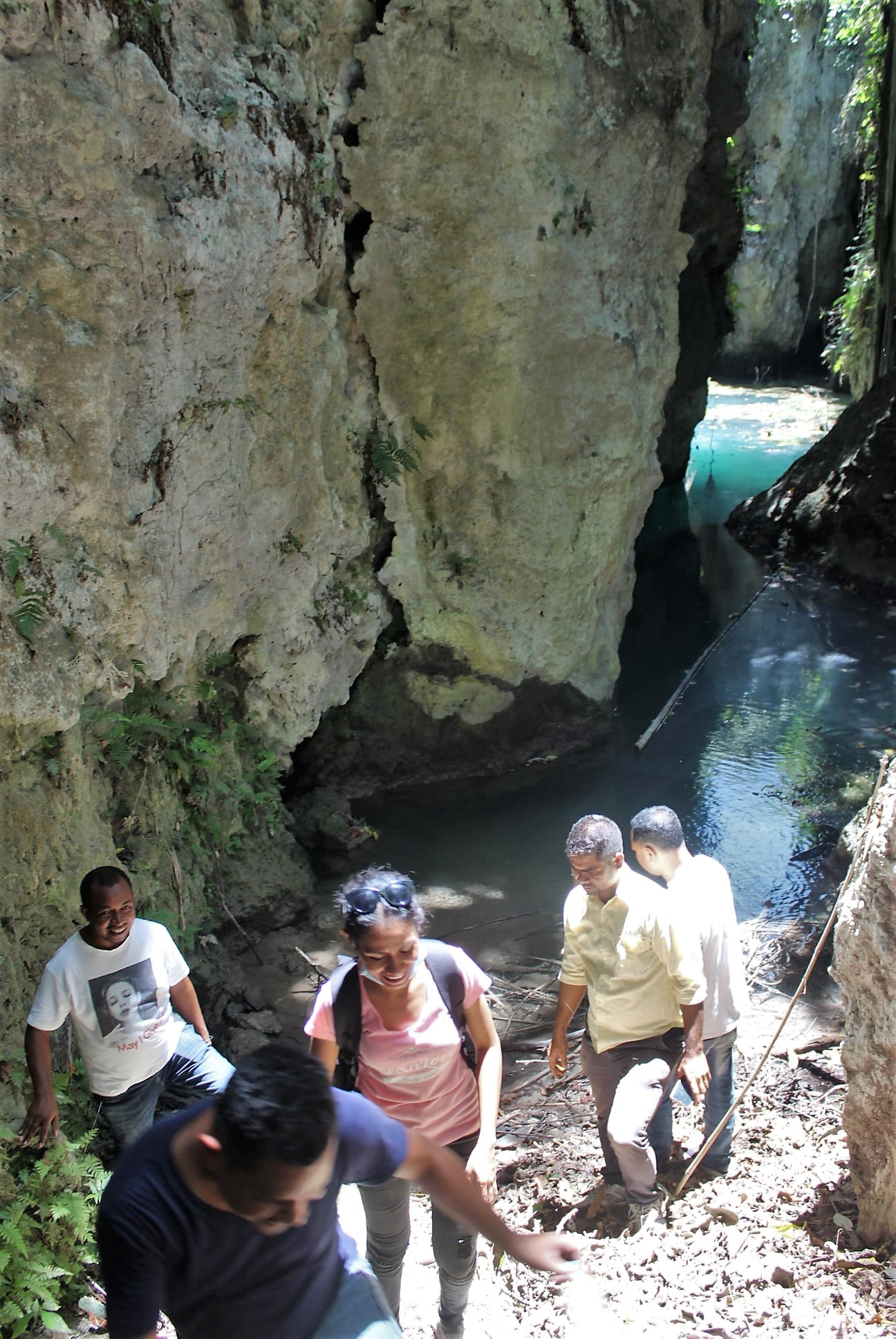
Schlucht in Uailili

Uailili befindet sich im Süden des Verwaltungsamts Baucau. Südwestlich liegt der Suco Gariuai, nordwestlich der Suco Tirilolo, nördlich der Suco Buibau und nordöstlich der Suco Samalari. Im Südosten grenzt Uailili an das Verwaltungsamt Quelicai mit seinem Sucos Macalaco. Durch den Osten des Sucos fließt der Fluss Seiçal.
Vor der Gebietsreform 2015 hatte Uailili eine Fläche von 62,15 km². Nun sind es 30,93 km². Im Nordosten wurde ein Gebiet an Samalari abgegeben, inklusive der Siedlungen Lilouarica, Ossoluga und Tuduala. Der gesamte Süden mit dem Dorf Uatoua wurde Gariuai zugeschlagen.
Im Suco befinden sich die zehn Aldeias Afacaimau, Afagua, Alala, Ledatame, Manulai, Samalaculiba, Uaimanuboe, Uatubala, Uaturau de Baixo (deutsch Unter-Uaturau) und Uaturau de Cima (deutsch Ober-Uaturau).
Durch den Nordwesten führt die Überlandstraße von der Gemeindehauptstadt Baucau zum Ort Venilale. An ihm liegt das Siedlungszentrum Afagua Manufai, der Sitz des Verwaltungsamts Baucau. Afagua Manufai bildet nach der Gemeindehauptstadt Baucau die zweitgrößte Ortschaft des Verwaltungsamts. Zu ihr gehören die Siedlungen Uailili, Uaturau (Waturau), Afacaimau und Ledatame. Die Bebauung dehnt sich mit weiteren Siedlungen bis in den Suco Gariuai aus. In dieser Ansammlung von kleinen Siedlungen befindet sich es die Grundschule Escola Primaria Catolica Afacaimau, eine präsekundäre Schule und ein kommunales Gesundheitszentrum. Südöstlich liegen die Dörfer Bahamori, Uaimanuboe und Uatabala. Nah dem Fluss Seiçal liegt der Ort Uatubala und im Osten des Sucos das Dorf Uatoue. Touristisch bietet der Suco viele Naturschönheiten, wie zum Beispiel der Wasserfall Sina-ira. Am Newlale stürzt das Wasser über mehrere Kaskaden.

## Einwohner

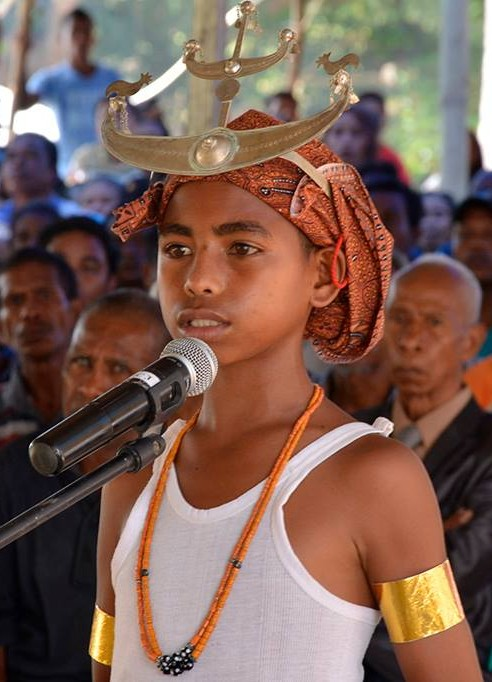
Festkleidung in Uailili (2016)

In Uailili leben 4.236 Einwohner (2022), davon sind 2.193 Männer und 2.043 Frauen. Im Suco gibt es 787 Haushalte. Über 95 % der Einwohner geben Makasae als ihre Muttersprache an. Die restliche Bevölkerung spricht Tetum Prasa.

## Politik

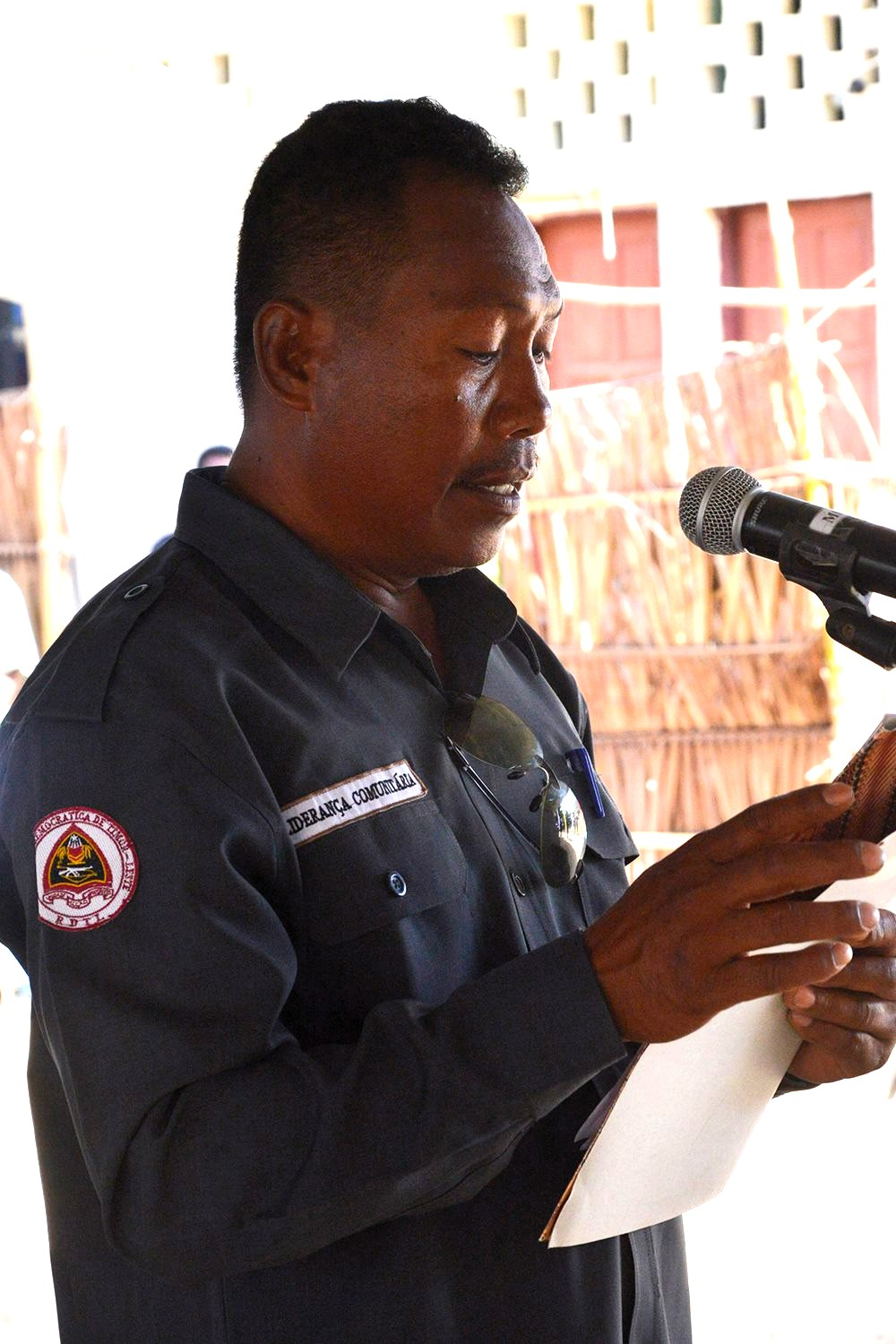
Hernani de Jesus Araújo Ribeiro (2016)

Bei den Wahlen von 2004/2005 wurde Hernani de Jesus Araújo Ribeiro zum Chefe de Suco gewählt und 2009 und 2016 in seinem Amt bestätigt.